# Manuel Crisoloras
Manuel (ou Emmanuel) Chrysoloras (Constantinopla, c. 1355 – perto de Constança, 15 de abril de 1415) foi um erudito bizantino, pioneiro na reintrodução do estudo da língua e literatura gregas na Europa ocidental durante o Renascimento.
Era de uma família importante de Constantinopla, e em 1390 foi enviado como embaixador para Veneza a fim de solicitar a ajuda veneziana contra os muçulmanos. Ali encontrou-se com Roberto de' Rossi, que serviu como intermediário em 1395 para que Giacomo da Scarperia viajasse a Constantinopla para aprender grego. No ano seguinte Chrysoloras foi convidado pelo chanceler da Universidade de Florença, Coluccio Salutati, para ensinar na sua cidade a literatura e gramática gregas. Aceitando o convite, chegou lá em 1397. Mais tarde ensinou em Bolonha, Veneza e Roma, tendo entre seus alunos Leonardo Bruni, Guarino da Verona, Pallas Strozzi, Poggio Bracciolini e Ambrogio Traversari. Em 1408 fez uma embaixada junto ao rei da França e em 1413 outra junto do imperador Sigismundo, do Sacro Império.
Além das aulas que ministrou fez traduções de obras de Homero e Platão para o latim, escreveu uma gramática de grego, Erotemata Civas Questiones, largamente usada no Renascimento, bem como cartas e tratados de ética e moral.